# باول مالوني
باول مالوني (بالإنجليزية: Paul Maloney)‏ (13 يناير 1952 في المملكة المتحدة - ) هو لاعب كرة قدم بريطاني في مركز الوسط. لعب مع نادي يورك سيتي وهدرسفيلد تاون وفريكلي أثلتيك ‏.